# Église Notre-Dame de Jallais
L'église Notre-Dame de Jallais est une église catholique française du XIXe siècle, située dans le département du Maine-et-Loire, à Jallais, sur le territoire de la commune de Beaupréau-en-Mauges.

## Historique
L’ancienne église Notre-Dame se trouvait sur l’actuelle place de la mairie et aurait été achevée au début du XIVe siècle, probablement à l'emplacement d'une église encore plus ancienne. 
Elle est incendiée par les protestants durant les guerres de religion par deux fois en 1568 et en 1574. 
Lors de la guerre de Vendée, les gardes nationaux profanent l’église, fin février 1793, puis, en novembre 1793, la colonne du général Desmarres saccage le bourg et l’église. En 1819, les paroissiens reconstruisent le clocher. 
Le vieil édifice étant jugé trop petit, la construction d’une nouvelle église pouvant accueillir plus de mille personnes, celle qu'on voit actuellement, débute le 29 septembre 1861 et s’achève en 1865. Le clocher sera terminé en 1886 et l'église consacrée le 15 avril 1925.
À partir de 1866, l’ancienne église est désaffectée, amputée de son clocher et des bas-côtés. Consolidée et coupée dans sa hauteur par un plancher, elle est transformée en mairie. En 1961, un nouvel hôtel de ville est inauguré et à la fin de l’année la vieille église-mairie, jugée encombrante, inutile et estimée sans valeur architecturale, est démolie.
L'église possède une grande toile du XVIIIe siècle, Le Triomphe de la religion, d'après Rubens, et des vitraux de François Fialeix. Le chemin de croix est signé Henri Bouriché. 